# Stefan Askenase
Stefan Askenase (Leopoli, 10 luglio 1896 – Colonia, 18 ottobre 1985) è stato un pianista polacco naturalizzato belga.

## Biografia
Nacque nella città di Leopoli (o Lviv, città di confine, ora in Ucraina e un tempo nota anche con il nome tedesco Lemberg). Cominciò a studiare il pianoforte con la madre, che era stata allieva di Karol Mikuli (allievo di Chopin) e successivamente studiò con Ksawera Zacharyasiewicz (allieva di Franz Xaver Wolfgang Mozart) e Theodor Pollak. Nel 1913 si trasferì a Vienna e divenne allievo di Emil Sauer, grande concertista e allievo di Liszt, e successivamente del compositore Joseph Marx.  A Vienna debuttò come concertista e nel 1920 debuttò a Varsavia, ricevendo lusinghiere critiche per la sua limpida tecnica e qualità del suono. Tra il 1922 e il 1925 visse al Cairo, dove insegnò nel locale conservatorio. Nel 1927 si trasferì a Bruxelles, ove trascorse il resto della vita, insegnando per più di 40 anni nel Reale Conservatorio e assumendo la cittadinanza belga.
Affiancò l'attività di insegnamento alla carriera concertistica, che lo portò a suonare nella maggior parte degli stati europei, in Africa e in America.
Fu membro della giuria delle edizioni del 1955 e 1960 del Concorso internazionale Frédéric Chopin di Varsavia e tenne corsi estivi di perfezionamento pianistico a Colonia e a Bonn. Tra i suoi allievi, spiccano le figure di due grandi pianiste del XX secolo: Martha Argerich e Mitsuko Uchida.
Nel suo ampio repertorio, di primario rilievo sono le sue interpretazioni di Chopin, di cui incise l'integrale pianistica, e di Beethoven (del quale suonò in concerto l'integrale delle 32 sonate); offrì anche importanti interpretazioni di Bach, Schubert, Brahms, Schumann, Isaac Albéniz, Domenico Scarlatti e Mozart.